# Ciorbă de fasole boabe
La Ciorba de fasole boabe (en català: sopa de fesols) és una especialitat culinària romanesa i és molt popular durant els períodes de dejuni religiós. Hi ha moltes variacions en la seva preparació en diferents regions de Romania. Moltes llars tenen receptes pròpies.

## Recepta

### Ingredients
Per cuinar la sopa calen mongetes (400 g),1-2 fulles de llorer, una mica d'oli, una ceba, un pebrot vermell, 1-2 tomàquets, una pastanaga petita, verds (farigola i per exemple làrix, anet, julivert, fins i tot estragó), 1 litre d'aigua o sopa de verdures, sal, pebre negre i borș al gust.

### Mètode de preparació
Primer, cal que les mongetes ben remullades (unes 8-12 hores) en aigua freda durant la nit es clarifiquen i es bullen en aigua freda. Quan l'aigua bulli, traieu-la del foc, escorreu-la i renteu-la amb un colador sota un raig d'aigua freda. Afegiu de nou les mongetes a l'olla, tapeu-les amb aigua freda i torneu a bullir fins que les mongetes estiguin a punt, afegint 1-2 fulles de llorer i sopa de verdures. La preparació amb mongetes en conserva és més fàcil, però no tan saborosa.
Mentrestant, cal escalfar una mica d'oli en una paella i afegir-hi, picades ben fines, les cebes, els pebrots vermells, els tomàquets, les pastanagues i una mica de sal.
Finalment, cal treure la verdura de la sopa i afegir-hi les verdures fregides, les verdures al gust i salpebrar-les amb sal, pebre negre i borș. Finalment s'apaga el foc i es tapa durant 10 minuts. La sopa es pot espessir amb 1-2 culleradetes de farina (dissoltes en aigua freda).

## Variacions
- Sopa de mongetes amb suc de tomàquet[5]
- Sopa de mongetes fumades amb estragó[6]
- Sopa de mongetes amb pernil fumat, costelles o salsitxes[7]
- Sopa de mongetes amb mandonguilles[8]